# Распятие (картина Брамантино)
«Распятие» (итал. Crocifissione) — картина итальянского живописца Брамантино. Создана в 1505—1510 годах. Хранится в Пинакотеке Брера в Милане (в коллекции с 1806 года).

## История
Дата написания этого масштабного полотна и его первоначальное предназначение до сих пор остаются спорными. Существует гипотеза, что оно предназначалось для Миланского собора, однако не было принято из-за некоторых деталей, которые не соответствовали общепринятой религиозной иконографии: например, холмы Голгофы трансформировались в долину и тому подобное.
Это произведение, полное тревожных символов, тайных жестов, метафизической архитектурой, считается шедевром зрелого периода художника и занимает особое место в миланском искусстве XV—XVI вв.

## Описание

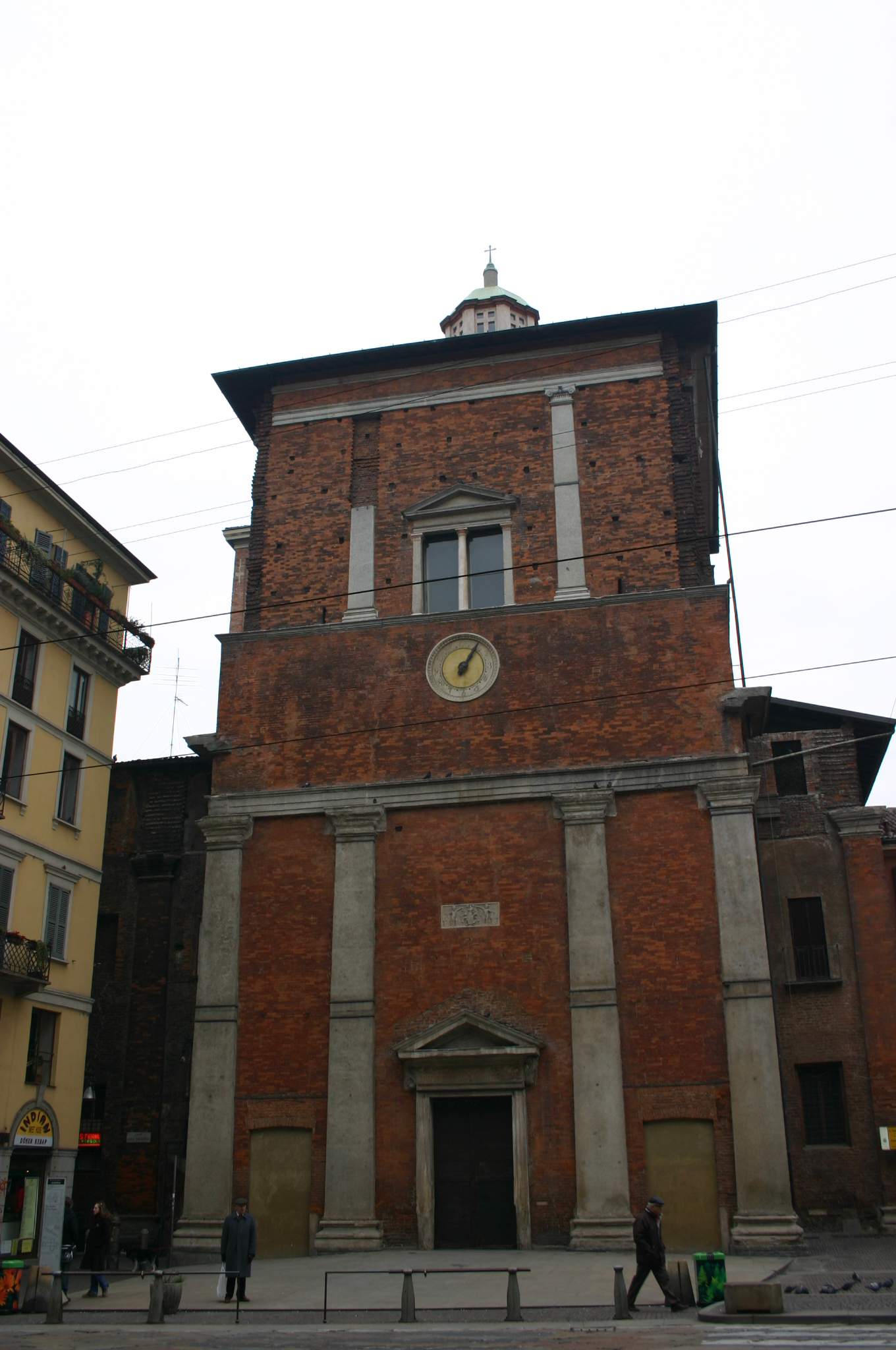
Часовня Тривульцио в Милане

Задрапированные фигуры кажутся застывшими в своих позах, что отличается от поиска «движения души», присущего Леонардо да Винчи. Обращает на себя внимание череп, который дал название Голгофе, находящийся у подножия Распятия. В небесах парят ангел и демон, ведущие беседу с Христом; над ними — диски солнца и луны, напоминающие заплаканные лица.
В явно «современную» и экспериментальную основу работы Брамантино размещает элементы, характерные для средневековой иконографии: «диспут» демона, который подстрекает Христа отказаться от мук, с ангелом, побуждающим его, принеся себя в жертву, искупить человеческие грехи. В период зрелого творчества Брамантино, кроме всего прочего, занимался и архитектурой, но в Милане сохранилась лишь одно его незавершенное здание: часовня Тривульцио, располагающаяся напротив базилики Сан-Надзаро-ин-Броло. Необычный дворец, изображенный на полотне, настолько напоминает часовню, что может считаться подготовительной моделью.
Брамантино не прибегает к резким жестам или преувеличенной экспрессии, тем не менее «Распятие» передает чувство горя, грозящей трагедии. Способствуют этому эффекту не только торжественные и напряженные позы монументальных фигур, но и мастерское исполнение насыщенного теплого цвета, нарушающего общий приглушенный колорит.